# Schalkartengis

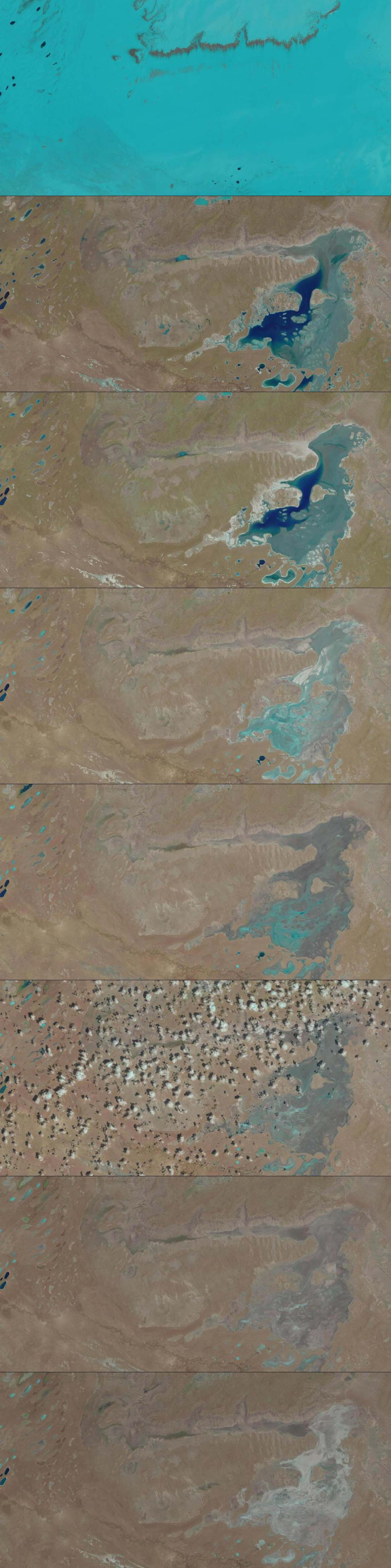
Jahreszeitlich bedingte Wasserstände

Der Schalkartengis (russisch Шалкартенгиз) ist ein Salzsee in Kasachstan.
Das Becken des im äußersten Südosten des Gebietes Aqtöbe, knapp 200 Kilometer nordöstlich der Stadt Aral im äußersten Nordosten des Tieflands von Turan gelegenen Schalkartengis liegt auf ca. 50 m Höhe, ist im Süden von Sandwüste umgeben und bildet heute eine abflusslose Senke.
Bis zum Ende des sechzehnten Jahrhunderts wurde es durch den aus dem Norden kommenden Fluss Turgai vollständig gefüllt, sodass dieser dann in Richtung Süden zum Aralsee abfloss. Karten um 1900 zeigen hier einen abflusslosen See. Nach fortschreitendem Rückgang des Zuflusses, auch durch wachsende Wasserentnahme aus den Zuflüssen, ist der Schalkartengis seit den 1960er Jahren meist ausgetrocknet und hatte sich zwischenzeitlich in einen öden Salzsumpf verwandelt. Ungewöhnlich starke Überschwemmungen zu Beginn der 1970er Jahre hatten die Überflutung der Senke und Bildung eines größeren Sees mit zahlreichen Inseln zur Folge, sodass – ähnlich dem Tengizsee – Flamingos hier Sommerbrutkolonien bildeten.
Sofern der Turgai im Frühjahr Wasser führt, verwandelt sich die Salzpfanne in einen maximal zwei bis drei Meter tiefen, bittersalzigen See mit einer Fläche von bis zu 1800 km².